# حصير الجوس (ناطع)

تعديل مصدري - تعديل

حصير الجوس هي إحدى قرى عزلة ذمسنومة بمديرية ناطع التابعة لمحافظة البيضاء، بلغ تعداد سكانها 44 نسمة حسب تعداد اليمن لعام 2004.